# Amor al volant
Amor al volant (títol original: Heart like a Wheel) és una pel·lícula americana de Jonathan Kaplan estrenada l'any 1983. Ha estat doblada al català.

## Argument
És una pel·lícula biogràfica basada en la vida de Shirley Muldowney, primera dona que va rebre una llicència de la Nacional Hot Rod Associació, federació d'automòbils per les carreres de dragsters a les Estats Units.

## Repartiment
- Bonnie Bedelia: Shirley Muldowney
- Beau Bridges: Connie Kalitta
- Bruce Barlow
- Leo Rossi
- Anthony Edwards
- Hoyt Axton
- Paul Bartel
- Missy Basile
- Creed Bratton
- Jesse Aragon
- Tiffany Brissette
- James Burton

## Premis i nominacions
- William Ware Theiss, nominat per l'oscar al millor vestuari en la 56a cerimònia dels Oscars
- Bonnie Bedelia, nominada al Globus d'Or a la millor actriu dramàtica